# Theodora Hock
Theodora Hock (auch Theodora Hock-Bruellmann, * 30. Mai 1902 in Stuttgart; † nach 1931) war eine deutsche Malerin und Grafikerin.

## Leben und Werk
Theodora Hock studierte an der Kunstakademie Stuttgart bei Robert Poetzelberger, Arnold Waldschmidt und Gottfried Graf.
Sie nahm 1924 (Mädchenbildnis und zwei Zeichnungen) und 1927 (Landschaft, Bildnis, Mädchenkopf) an den Ausstellungen der Stuttgarter Sezession teil. 1931 nahm sie an der Ausstellung der Juryfreien Künstlervereinigung Stuttgart teil.